# Beutelsberg
Der Beutelsberg ist ein 405 Meter hoher Berg im Pfälzerwald.

## Geographie

### Lage
Der größte Teil des Beutelsberg liegt im Nordwesten der Gemarkung der Ortsgemeinde Eußerthal, deren Siedlungsgebiet sich südöstlich von ihm erstreckt.  Zwei kleinere Teile im Norden und Westen gehören zu Waldexklaven der Ortsgemeinde Siebeldingen und zur Stadt Landau  in der Pfalz. Entlang seines Südfußes verläuft der Dürrentalbach und an seinem Ostfuß der Eußerbach, der dort den Schweinswoog durchfließt.

### Naturräumliche Zuordnung
- Großregion 1. Ordnung: Schichtstufenland beiderseits des Oberrheingrabens
- Großregion 2. Ordnung: Pfälzisch-Saarländisches Schichtstufenland
- Großregion 3. Ordnung: Pfälzerwald
- Region 4. Ordnung (Haupteinheit): Mittlerer Pfälzerwald
- Region 5. Ordnung: innere Waldgebiete

## Felsformationen
Im Bereich seines Südhanges befindet sich das Beutelsberg-Massiv und an seinem Nordhang mit dem Krappenfelsen ein Naturdenkmal.

## Verkehr
Entlang seines Südhanges verläuft die Landesstraße 505.

## Tourismus
Über den Beutelsberg führt der Rundwanderweg 7. Auf dem Berg befindet sich eine Rastbank.